# Wo soll ich fliehen hin
Wo soll ich fliehen hin, BWV 5, ist eine Kirchenkantate zum 19. Sonntag nach Trinitatis von Johann Sebastian Bach. Das in Leipzig komponierte Werk wurde dort am 15. Oktober 1724 uraufgeführt.

## Text
Das Sonntagsevangelium nach der Leipziger Leseordnung war Mt 9,1–8  mit dem zentralen Thema der Sündenvergebung. Der unbekannte Verfasser legte seinem Kantatentext das elfstrophige Kirchenlied Wo soll ich fliehen hin von Johann Heermann mit der auf eine Villanelle von Jakob Regnart zurückgehenden Melodie zu Grunde. Die erste und die letzte Strophe übernahm er unverändert. Die Strophen 2 und 3 verarbeitete er zum Rezitativ Nr. 2, Strophe 4 zur Arie Nr. 3, Strophen 5–7 zum Rezitativ Nr. 4, Strophe 8 zur Arie Nr. 5, Strophen 9 und 10 zum Rezitativ Nr. 6.

## Besetzung und Aufbau
Die Choralkantate hat die Besetzung tromba da tirarsi, zwei Oboen, zwei Violinen, Viola und Basso continuo, vier Gesangssolisten und vierstimmigen Chor. 
Die sieben Sätze stehen in g-Moll, soweit nicht anders angegeben:
1. Chor: „Wo soll ich fliehen hin“ – Bearbeitung des Themas. Die Alt-, Tenor- und Bass-Stimmen singen im Kontrapunkt, der Sopran in langen schmucklosen Noten.
2. Rezitativ: „Der Sünden Wust hat mich nicht nur befleckt“ – Bass und Continuo.
3. Arie: „Ergieße dich reichlich“ – Arie für Tenor mit Soloviola und Continuo (Es-Dur).
4. Rezitativ: „Mein treuer Heiland tröstet mich“ – Alt, Oboe und Continuo (g-Moll variierend nach c-Moll).
5. Arie: „Verstumme, Höllenheer“ – Bass, Trompete, Streicher und Continuo (B-Dur).
6. Rezitativ: „Ich bin ja nur das kleinste Teil der Welt“ – Sopran und Continuo.
7. Choral: „Führ auch mein Herz und Sinn“ – letzte Strophe des Chorals, vom ganzen Ensemble gesungen und gespielt.

## Musik
Indem Bach die Sätze 2 und 6 jeweils als schlichtes Seccorezitativ vertont, Satz 4 dagegen mit dem von der Oboe vorgetragenen Cantus firmus kombiniert, hebt er den Satz hervor, der inhaltlich die entscheidende Wendung von der Verzweiflung zum Trost bringt und schafft zugleich in formaler Hinsicht ein Zentrum, um das sich die übrigen Sätze symmetrisch gruppieren.